# ريكي وليامز (ملحن)
ريكي وليامز (بالإنجليزية: Ricky Williams)‏ هو ملحن ومغن مؤلف أمريكي، ولد في 4 أكتوبر 1956 في بالو ألتو في الولايات المتحدة، وتوفي في 21 نوفمبر 1992 في El Camino, California ‏ في الولايات المتحدة.

## وصلات خارجية
- ريكي وليامز على موقع ميوزك برينز (الإنجليزية)
- ريكي وليامز على موقع ديسكوغز (الإنجليزية)
- ريكي وليامز على موقع ديسكوغز (الإنجليزية)